# Гіби (гміна)
Гміна Гіби (пол. Gmina Giby) — сільська гміна у східній Польщі. Належить до Сейненського повіту Підляського воєводства.
Станом на 31 грудня 2011 у гміні проживало 2906 осіб.

## Територія
Згідно з даними за 2007 рік площа гміни становила 323.57 км², у тому числі:
- орні землі: 18.00%
- ліси: 76.00%

Таким чином, площа гміни становить 37.80% площі повіту.

## Населення
Станом на 31 грудня 2011:
| Опис     | Загалом | Загалом | Чоловіки | Чоловіки | Жінки | Жінки |
| -------- | ------- | ------- | -------- | -------- | ----- | ----- |
| одиниця  | осіб    | %       | осіб     | %        | осіб  | %     |
| все      | 2906    | 100     | 1459     | 50.21    | 1447  | 49.79 |
| міське   | 0       | 100     | 0        |          | 0     |       |
| сільське | 2906    | 100     | 1459     | 50.21    | 1447  | 49.79 |

## Сусідні гміни
Гміна Гіби межує з такими гмінами: Краснополь, Новінка, Пласька, Сейни.